# L'Esclave de Pompéi
L’Esclave de Pompéi est un roman historique d’Annie Jay, publié en 2004. L’action se déroule dans les jours précédant et suivant l’éruption du Vésuve en 79 après Jésus-Christ.

## Résumé
En 73 après Jésus-Christ, Dionysos, un jeune Grec de Rhodes, part avec sa famille en Grèce continentale. En chemin, leur navire est attaqué par des pirates et le père de Dionysos est tué, ainsi que leur esclave Porphyre.
Dionysos, sa mère Daphné, et sa sœur Actis, sont faits prisonniers et vendus à un marchand d’esclaves qui les emmène à Pompéi. Là, Daphné et Actis sont achetées par un riche seigneur, et Dionysos est vendu à Caius Fabius Felix, un chevalier de Nuceria qui le rebaptise Lupus, le loup en latin. 
Six ans plus tard, alors qu’il porte des tablettes à Marcus Sporus, un banquier véreux, Lupus croise l’homme qui a acheté sa mère et sa sœur : il s’agit de Tyndare, un riche affranchi. Lupus s’introduit dans le bureau de Sporus pour chercher des renseignements sur Tyndare, mais il est obligé de s’enfuir avec Séléné, la fille d’Apollonius, le chef d’une troupe de comédiens. La jeune fille a volé à Sporus, qui n’a pas payé les services de la troupe, une statuette de Mercure et une amulette en ivoire.
Sporus, qui a perdu au jeu l’argent de ses clients, profite de l’incident pour faire accuser Lupus du vol et le jeune homme doit s’enfuir avec les comédiens à Pompéi. Il y retrouve Tyndare, et tombe amoureux de la fille de celui-ci, Claudia. Plus tard, au moment du mariage de sa sœur Actis, il apprend que Tyndare a épousé sa mère et affranchi Actis.

## Résumé par chapitre
Chapitre 1 : Lupus, esclave d'un chevalier nommé Félix, a perdu la trace de sa mère ainsi que de sa sœur. En allant par hasard voir le banquier Sporus, il tombe sur Tyndare qui n’est autre que l’acheteur de sa sœur et de sa mère…
Chapitre 2 : L'histoire de la famille de Lupus, attaquée par des pirates durant une traversée en bateau, est dévoilée. Le père et l’esclave de Lupus ont été tués. Lupus, sa mère et sa sœur ont ensuite été exposés à Pompéi puis pour les deux dernières achetées par Tyndare.
Chapitre 3 : Lupus décide donc de demander à Sporus où habite Tyndare. Sporus refuse alors, Lupus n’en a que faire, frappe son portier et s’introduit chez lui. Le portier se réveille et sonne l’alerte. Il réussit à s’enfuir grâce à Séléné, une jeune saltimbanque. Il rencontre donc toute la troupe. Le chef de la troupe apprend à Lupus que Sporus est en réalité pauvre.
Chapitre 4 : Sporus accompagné de Tyndare, fait un procès à Lupus, il l’accuse d’avoir volé le coffre et défiguré son portier : ce qui est faux. L’édile Trebius préconise le supplice de la croix si Lupus est retrouvé. Lupus ne peut donc pas retourner chez Felix. Lupus et les saltimbanques vont donc à Pompéi.
Chapitre 5 : La troupe vend les objets volés chez Sporus. Alors que la troupe se ravitaille, Petronia prédit l’anéantissement de Pompéi par Vulcain. Enfin, Lupus à l’idée d’utiliser le bouche à oreille pour que la troupe trouve du travail.
Chapitre 6 : Lupus se sent amoureux de Claudia, la très belle fille de Tyndare, et le confie à Séléné qui est elle-même amoureuse de Lupus.
Chapitre 7 : La troupe d'Apollonius a trouvé un poste lors de funérailles d’un illustre praticien grâce à Lupus. Du fait d'une prestation aboutie, il gagne le double du prix entendu. On apprend aussi que Sporus est à Pompéi.
Chapitre 8 : La troupe se repose au théâtre, pendant ce temps Sporus tue Sotimus car il refuse de lui céder l’amulette. On apprend que l’amulette permet de gagner à coup sûr, elle est donc vitale pour Sporus.
Chapitre 9 : Lors de la représentation, un tremblement de terre survient. Dans la cohue générale Lupus ramasse la boucle d’oreille perdue de Claudia.
Chapitre 10 : Le corps de Sotimus est découvert, Lupus est donc le principal suspect. Dans le même temps, l'édile ne se doutant de rien embauche la troupe. Lupus prend aussi part à l'enquête en secondant Pandion.
Chapitre 11 : Lupus a une autre idée : il écrit sur les murs de la cité que la troupe d’Apollonius est la meilleure. La troupe apprend que Sporus est en ville et qu’il joue au jeu avec le prétendu argent volé.
Chapitre 12 : L’avide Sporus joue aux dés, il perd et est endetté de plusieurs sesterces. Lupus a assisté à la scène et a maintenant la preuve qu’il est endetté.
Chapitre 13 : Alors que Lupus et Helios étaient dans les thermes pour voler la reconnaissance de dette. Icaros qui les avait reconnus donne l’alerte, Lupus s'enfuit alors grâce à Joseph.
Chapitre 14 : L'édile de Pompéi organise un dîner important avec la troupe ; Tyndare est présent, lorsqu' il rentre chez lui, Lupus le suit.
Chapitre 15 : Lupus a une entrevue avec Claudia, le machiavélique Sporus a fait engager la troupe pour le mariage de Claudia.
Chapitre 16 : Lupus apprend que Claudia va se marier et qu’ils vont faire une représentation chez Tyndare.
Chapitre 17 : Pandion discute de l’affaire avec Lupus ; grâce à une ruse, il découvre l’identité de Lupus. Croyant à son innocence, il lui conseille de quitter la ville.
Chapitre 18 : Lupus revoit sa sœur, il apprend que Tyndare a affranchi sa mère et sa sœur et qu’il a épousé sa mère. Lupus se rend compte qu’elles n’ont pas besoin de lui ; il décide de partir.
Chapitre 19 : Lupus échappe à une tentative de meurtre de deux hommes de Sporus, mais dans sa fuite il se fait arrêter par Sporus en personne. Il est retenu à la caserne des gladiateurs.
Chapitre 20 : Sporus rend visite à Lupus, il lui explique qu’il va le torturer.
Chapitre 21 : Tyndare, convaincu par sa fille, vient voir Lupus ; Sporus vint aussi. C’est alors que le Vésuve commence son éruption. Dans la cohue, Sporus avoue ses méfaits. Claudia, Lupus et un nourrisson recueilli, fuient la ville à bord d’une charrette.
Chapitre 22 : Lupus ayant sauvé Felix, il est affranchi. De plus, il l’adopte ; Lupus devient donc fils de chevalier. Tout le monde est sain et sauf finalement (sauf Sporus).

## Personnages
Lupus, l’esclave de Caius Fabius Felix. Son vrai nom est Dionysos et il est né libre.
Daphné, sa mère.
Actis, sa sœur.
Caius Fabius Felix, un riche chevalier, apprécié par ses esclaves pour sa bonté et sa justice.
Tellius, l’intendant de Felix.
Diomède, le comptable de Felix.
Marcus Sporus, le banquier véreux de Nuceria.
Icarios, son secrétaire.
Tyndare, un ancien gladiateur, affranchi par l’empereur Néron. Il a acheté la mère et la sœur de Lupus.
Claudia, la fille aînée de Tyndare, dont Lupus tombe amoureux.
Claudius, le fils de Tyndare.
Apollonius, chef d’une troupe de comédiens, il est le fils d’un ancien esclave.
Séléné, sa fille, la danseuse de la troupe. Sœur jumelle d’Hélios.
Hélios, son fils, comédien. Frère jumeau de Séléné.
Pétronia, une ancienne mime, elle prophétise à plusieurs reprises la destruction de Pompéi.
Florus, le fils de Pétronia, spécialisé dans les rôles de femmes.
Mucius, le fils de Pétronia et le frère de Florus, mime.
Acca, une naine musicienne, elle est la femme de Mucius.
Cneius Helvius Sabinus, édile de Pompéi.
Pandion, un esclave public. Il devine rapidement la véritable identité de Lupus, mais le croit innocent.
Valerius Lollius Venustus, un décurion de Pompéi.
Caius Plinius Secundus Major, préfet de la flotte de Rome, c'est aussi un grand savant, très intéressé par le Vésuve.